# Aphantaulax cincta
Espèce
Synonymes
- Micaria cincta Koch, 1866

Aphantaulax cincta est une espèce d'araignées aranéomorphes de la famille des Gnaphosidae.

## Distribution
Cette espèce se rencontre en Europe, en Turquie, en Israël et en Afrique du Nord.

## Habitat
Cette espèce se rencontre en milieux ouverts à partiellement ombragés ; pierres et pinèdes thermophiles.

## Description
Le mâle mesure de 4,3 à 5,3 mm et la femelle de 5,4 à 7,1 mm.
Le corps est noir avec trois bandes de poils blancs. Sur le prosoma, large bande continue sur toute la longueur du dessus. Sur l'abdomen la première est continue et arquée vers l'arrière, la seconde est interrompue au centre. Deux points blancs proches des filières permettent de la différencier de Aphantaulax trifasciata.

## Systématique et taxinomie
Cette espèce a été décrite sous le protonyme Micaria cincta par le médecin et arachnologiste bavarois Ludwig Carl Christian Koch en 1866. Elle est placée dans le genre Aphantaulax par Simon en 1878.

## Publication originale
- L. Koch, 1866 : Die Arachniden-Familie der Drassiden. Nürnberg, Hefte 1-6, p. 1-304.